# Marquesat de Tàpies

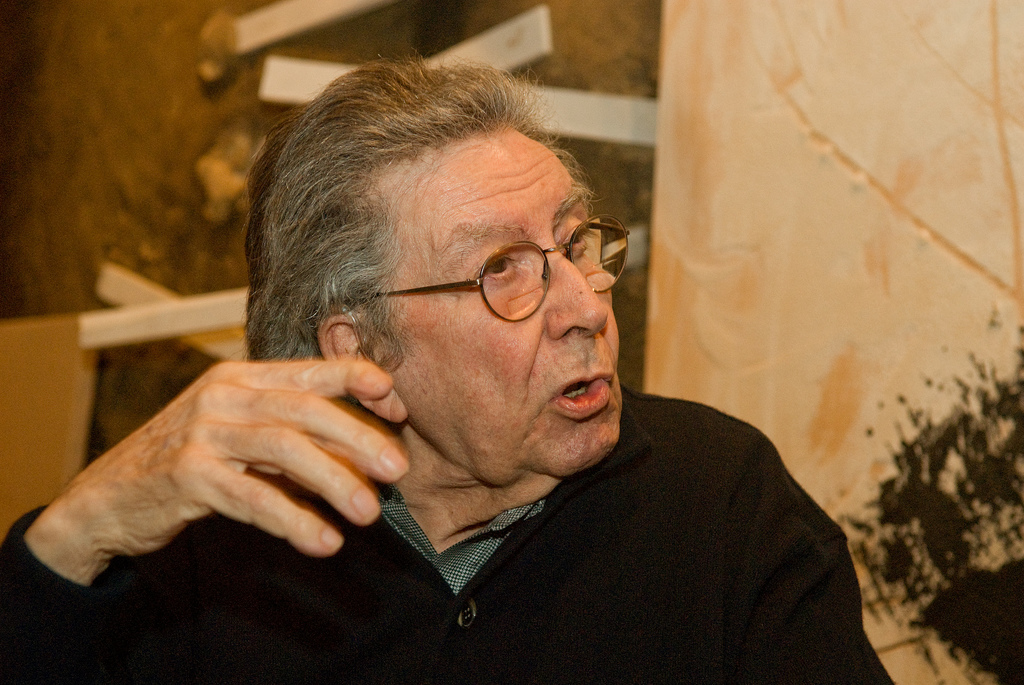
Antoni Tàpies i Puig, I marquès de Tàpies

El marquesat de Tàpies és un títol nobiliari espanyol creat el 9 d'abril de 2010 pel rei d'Espanya Joan Carles I a favor del pintor Antoni Tàpies i Puig en reconeixement de la seva gran aportació a les arts plàstiques d'Espanya i del món.
La seva denominació fa referència al cognom del primer titular del marquesat.

## Marquesos de Tàpies
| Núm.                      | Titular               | Període   |
| ------------------------- | --------------------- | --------- |
| Creació per Joan Carles I |                       |           |
| I                         | Antoni Tàpies i Puig  | 2010-2012 |
| II                        | Antoni Tàpies i Barba | 2012-     |

## Història dels marquesos de Tàpies
- Antoni Tàpies i Puig (1923-2012), I marquès de Tàpies. Fill de l'advocat Josep Tàpies i Mestres i de Maria Puig i Guerra, casat amb Teresa Barba i Fàbregas, pare d'Antoni, Clara i Miquel Àngel. Quan li fou concedit el títol nobiliari, Tàpies expressà un «agraïment sincer a sa Majestat, el Rei, per aquesta distinció per la meva persona i la meva trajectòria artística».[2]
- Antoni Tàpies i Barba (1956-), II marquès de Tàpies. Succeí el seu pare el 2012 amb la Reial Carta de Successió publicada al BOE del 5 d'octubre de 2012.[3]